# Johan Westergren
Johan Adolf Westergren, född 16 mars 1859 i Gävle, död 16 augusti 1917 i Gävle Heliga Trefaldighets församling, Gävle, var svensk grosshandlare och donator.
Westergren var verksam som grosshandlare i Gävle och testamenterade till denna stad omkring 1,1 miljoner kronor, varav 100 000 kronor till en fond, Johan och Lotten Westergrens fond, till hjälp och underhåll av tuberkulossjuka och omkring 900 000 kronor till ett hem för "ålderstigna änkor och andra fruntimmer, som fört en hedrande vandel". Han är begravd på Gamla kyrkogården i Gävle.